# 尼日河帶平鰭鮠
尼日河帶平鰭鮠（学名：Zaireichthys camerunensis），為輻鰭魚綱鯰形目平鰭鮠科帶平鰭鮠屬的一種熱帶淡水魚，其种加词“camerunensis”意为“喀麦隆的”。分布於非洲尼日河流域，體長可達3.3公分，棲息在底層水域，生活習性不明。